# Silva Hrašovec
Silva Hrašovec, slovenska pianistka in glasbena pedagoginja, * 7. junij 1910, Novo mesto, † 24. maj 1994, Slovenj Gradec.
Glasbo je študirala na glasbenem konservatoriju v Ljubljani in tam leta 1938 diplomirala na pedagoškem in klavirskem oddelku. Na šoli ljubljanske Glasbene matice je v letih 1934−1946 poučevala klavir in vmes nastopala v klavirskem duu. Po letu 1947 je ob pedagoškem delu na glasbenih šolah v Ljubljani spremljala instrumentaliste in pevce. Skupaj z Zorko Bradač je za potrebe klavirskega pouka izbrala in uredila več učbenikov. Njena bibliografija obsega 122 zapisov.

## Izbrana bibliografija
- Dobra tovariša. Zv. 1 [Glasbeni tisk] : zbirka štiriročnih skladbic za klavir : namenjen učencem 1. razreda (COBISS)
- Male skladbe mojstrov 17. do 19. stoletja. Zv. 1, Učna knjiga za drugi, tretji in četrti razred glasbenih šol(COBISS)
- 160 osemtaktnih vaj za klavir, Opus 821. Zv. 1 (COBISS)